# Gustav Bock (Musikverleger, 1882)
Gustav Bock (* 17. Juli 1882 in Berlin; † 6. Juli 1953 in Wiesbaden) war ein deutscher Musikverleger.

## Leben
Gustav Bock war der erste Sohn von Hugo Bock und seiner Frau Fanny, geb. v. Lossow. Er besuchte das Französische Gymnasium in Berlin und ging nach dem Abitur im Verlagshaus Robert Lienau in die Lehre. Anschließend ging er für zwei Jahre nach London, bevor er Jura studierte, wobei er sich auf das musikalische Urheberrecht spezialisierte und im Jahr 1906 auch seine Dissertation zu diesem Thema verfasste. Im Juli 1908 übertrug Hugo Bock ihm die Prokura für seinen Verlag Bote & Bock. Im Ersten Weltkrieg war Bock als Oberleutnant der Reserve beim Badischen Feldartillerie-Regiment Nr. 30 an der Westfront, 1917 wurde er Hauptmann in der Abteilung für Aus- und Einfuhr im Kriegsministeriums in Berlin.
In der Zeit des Nationalsozialismus zog sich Bock aus der Leitung des Verlags zurück, um ihn vor der „Arisierung“ zu schützen. Erst nach dem Krieg wurde er wieder offiziell Seniorchef von Bote & Bock.

## Schriften
- Das Aufführungsrecht an dramatischen und musikalischen Werken. Röder, Leipzig 1906 (Leipzig, Univ., Jur. Diss.).